# Braunia tucumanensis
Braunia tucumanensis là một loài Rêu trong họ Hedwigiaceae. Loài này được Biasuso mô tả khoa học đầu tiên năm 1993.